# Гализин, Иван Васильевич
Иван Васильевич Гализин (1929—2017) — советский хозяйственный, государственный и политический деятель, Герой Социалистического Труда.

## Биография
Родился в 1929 году в селе Машкино. Член КПСС.
С 1947 года — на хозяйственной, общественной и политической работе. В 1947—1989 гг. — слесарь на Воронежском заводе имени Ф. Э. Дзержинского, слесарь, бригадир слесарей Воронежского завода синтетического каучука имени С. М. Кирова Министерства нефтеперерабатывающей и нефтехимической промышленности СССР.
Указом Президиума Верховного Совета СССР от 20 апреля 1971 года за выдающиеся успехи в выполнении производственных заданий пятилетнего плана, внедрение передовых методов труда и достижение высоких технико-экономических показателей в нефтеперерабатывающей и нефтехимической промышленности присвоено звание Героя Социалистического Труда с вручением ордена Ленина и золотой медали «Серп и Молот».
Делегат XXIV съезда КПСС.
Умер в Воронеже в 2017 году.